# 이스마일 2세
이스마일 2세(아제르바이잔어: II İsmayıl, 페르시아어: إسماعيل Esmāʿil II, 튀르키예어: II. İsmail; 1537년 5월 31일, 쿰 ~ 1577년 11월 24일, 카즈빈)은 세 번째 사파비 제국의 군주이다.

## 생애

### 왕자 시절
후일 이스마일 2세라 알려질 이스마일 미르자는 1537년 5월 31일 밤, 타흐마스프 1세의 둘째 아들로 태어났다. 이스마일의 어머니 카담알리 술탄 하늠(술타눔 베굼이라고도 불림)는 아크 코윤루 부족 연맹의 좌익이었던 무실루 부 출신이었다. 타흐마스프의 시대에 이스마일은 아불 만수르와 아불 파트라는 별칭을 하사받았다.
1547년 여름, 타흐마스프는 이스마일 미르자를 시르반의 총독으로 임명했다. 그의 보호자는 후일 샤흐베르디 술탄이라 알려질 괵체 술탄 지아들루 카자르였다. 이스마일은 괵체 술탄과 함께 쿠르디스탄, 소아시아 동부, 조지아 등 친 오스만 세력을 공격했다.
1556년, 타흐마스프는 이스마일의 임지를 헤라트로 옮겼다. 이브라힘 미르자는 타흐마스프에 의해 추방된 순니파 인사들이 후라산으로 돌아오는 것을 허락하거나, 마쉬하드의 시아파 성지에 순례를 기피하는 등 친 순니파 행보를 보여 타흐마스프의 분노를 불러일으켰다. 이에 분노한 타흐마스프는 이스마일의 지지자들을 처형하고, 이스마일은 카즈빈으로 소환한 뒤에 감옥에 가두었다.

### 재위
1576년 5월 14일, 타흐마스프가 죽자, 우스타즐루 부와 타칼루 부, 그리고 궁정의 조지아인들은 당시 20살이었던 타흐마스프의 아들, 하이다르를 옹립했다. 그러나 룸루, 아프샤르, 카자르, 바야트, 바르사크 부와 쿠르드, 서카시아 계파는 하이다르를 살해하고 감옥에 있는 이스마일을 군주로 옹립하였다. 이스마일은 1576년 9월 1일, 체헬 소툰에서 옥좌에 올랐다.
이스마일의 재위는 고작 14개월 간 지속되었으나, 폭력적이었다. 이스마일은 즉위한 직후 무함마드 후다반다를 제외한 모든 형제들, 조카들, 사촌들 그리고 그들을 지지하는 크즐바쉬 수령들을 처형했다. 무함마드 후다반다는 거의 맹인이있던 덕분에 3 아들과 함께 살아남을 수 있었다. 또한 이스마일은 총독 시기와 마찬가지로 친 순니파 정책을 취하여, 시아파 인사들을 박해하였다. 그러나 이스마일 2세는 1577년 11월 24일, 카즈빈의 궁성에서 아편 중독으로 사망하였다. 그의 시신은 이스마일의 남자 애인, 하산 베그 할바츠오을루 아랍기를루에 의해 다음 날인 1577년 11월 25일에 발견되어, 카즈빈의 이맘자데 후세인 영묘에 안치되었다.
당대의 몇몇 연대기들은 이스마일 2세가 공정한 군주로, 비록 치세는 짧았으나 이란에 안정을 가져다 주었다고 평가했다. 그러나 하산 룸루나 이스칸다르 베그 몬시투르크멘과 같은 기득권 연대기 작가들은 이스마일을 비이성적이고 패역하며 서투른 군주로 묘사했다. 그들에 따르면 이스마일은 사파비 왕조를 거의 파멸로 이끌뻔 하였다.

## 문화
이스마일 미르자는 나스탈릭 서예와 세밀화의 달인으로 알려져있다. 한편 아델리라는 필명으로 시를 남기기도 했다.
| 전임 타흐마스프 1세 | 사파비 왕조의 황제 1576년 ~ 1577년 | 후임 모하마드 호다반다 |

## 참고 문헌
1. 1 2 3 4 5 6  Ghereghlou, Kioumars (2016). “Esmāʿil II”. 《Encyclopædia Iranica, online edition》. 2019년 5월 5일에 확인함.
2. ↑  Newman, Andrew J. (2012). 《Safavid Iran: rebirth of a Persian empire》. IB Tauris. 41~42쪽. ISBN 9781845118303.
3. ↑  Streusand, Douglas E. (2010). 《Islamic Gunpowder Empires: Ottomans, Safavids, and Mughals》. Westview Press. 149쪽. ISBN 9780813391946.